# Hans-Georg Reimann
Hans-Georg Reimann (* 24. August 1941 in Starrischken, Ostpreußen) ist ein ehemaliger deutscher Geher.

## Werdegang
Für die DDR startend gewann er zwei olympische Medaillen auf der 20-km-Distanz: Bei den Spielen 1972 in München wurde er Dritter in 1:27:17 h und bei den Spielen 1976 in Montreal wurde er Zweiter in seiner persönlichen Bestzeite von 1:25:14 h.
Er hatte bereits bei den Europameisterschaften 1962 die Silbermedaille gewonnen (1:36:14,2 h), blieb jedoch danach fast zehn Jahre ohne Medaille bei internationalen Höhepunkten.
Im Jahr seines ersten olympischen Erfolgs, 1972, ging er – synchron mit Peter Frenkel – einen Weltrekord (1:25:19,4 h). Vier Jahre später, 1976, war er Fahnenträger der DDR-Mannschaft bei der Eröffnung der Olympischen Spiele.
Hans-Georg Reimann ist 1,80 m groß und wog in seiner aktiven Zeit 65 kg. Er startete für den SC Dynamo Berlin und trainierte bei Max Weber. Zunächst war er Ingenieur für Mess- und Regeltechnik. Nach Ende seiner Sportlerlaufbahn arbeitete er als Gehertrainer. Nach der Wende wurde er Apothekenvertreter und zog nach Neufahrn bei Freising. 
1976 wurde er in der DDR mit dem Vaterländischen Verdienstorden in Silber ausgezeichnet.

## Weitere Starts im 20-km-Gehen bei internationalen Höhepunkten
- Olympische Spiele 1964: Platz 12 (1:36:51 h); in der gemeinsamen deutschen Mannschaft startend
- Europameisterschaften 1966: disqualifiziert
- Olympische Spiele 1968: Platz 7 (1:36:32 h)
- Europameisterschaften 1969: Platz 5 (1:33:04,0 h)
- Europameisterschaft 1971: Platz 5 (1:28:56,8 h)